# エラリーコ
エラーリコ（Erarico, ? - 541年）は、東ゴートとイタリアの王（在位：541年）である。
541年6月イルディバルドの暗殺後、ルギ族により王に選ばれた。しかしゴート族は彼の無能さに疲弊し、怒った。そして東ローマ帝国との厳しい秘密協定があることを思案しつつも、イルディバルドの甥でエラリーコの従兄弟にあたるトーティラに王位を授けた。5ヶ月の統治の後、エラーリコは陰謀により殺害された。